# Savannah (rzeka)

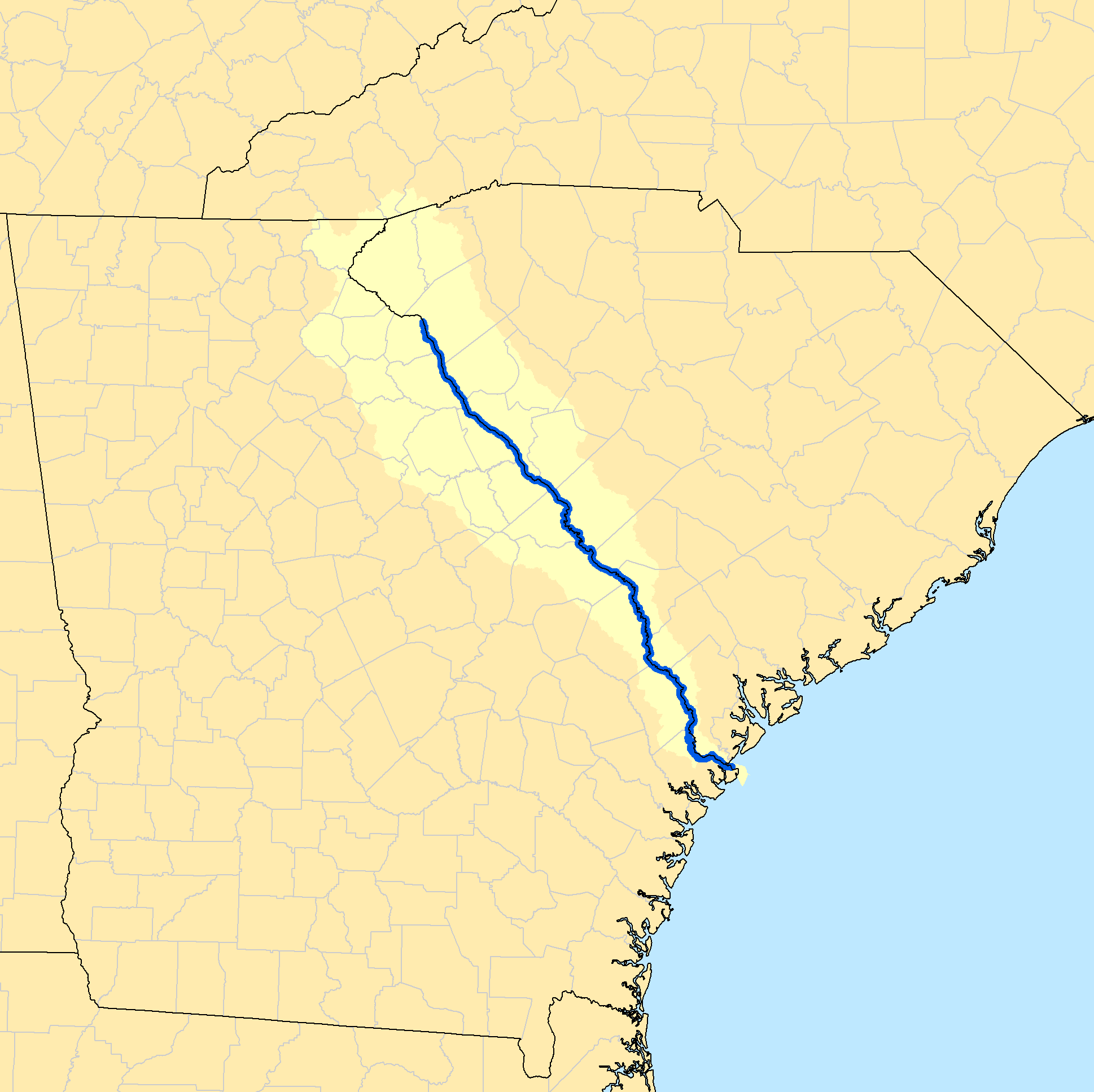
Bieg rzeki Savannah

Savannah, Savannah River – główna rzeka w południowo-wschodniej części USA, tworząca większość naturalnej granicy pomiędzy stanami Georgia i Karolina Południowa. Rzeka ma swój początek w jeziorze Hartwell powstałego na skutek spiętrzenia wody za pomocą tamy nazywanej Zaporą Hartwella. Do jeziora wpływają dwie rzeki mające swoje źródła w Paśmie Gór Błękitnych - Tugaloo i Chattooga z których od miejsca ich połączenia przed wybudowaniem tamy zaczynała się rzeka Savannah. Obecnie za początek rzeki uznaje się zaporę.
Głównymi miastami nad rzeką Savannah są Augusta i Savannah.